# Prozessionsaltar (Bad Brückenau, Unterhainstraße)

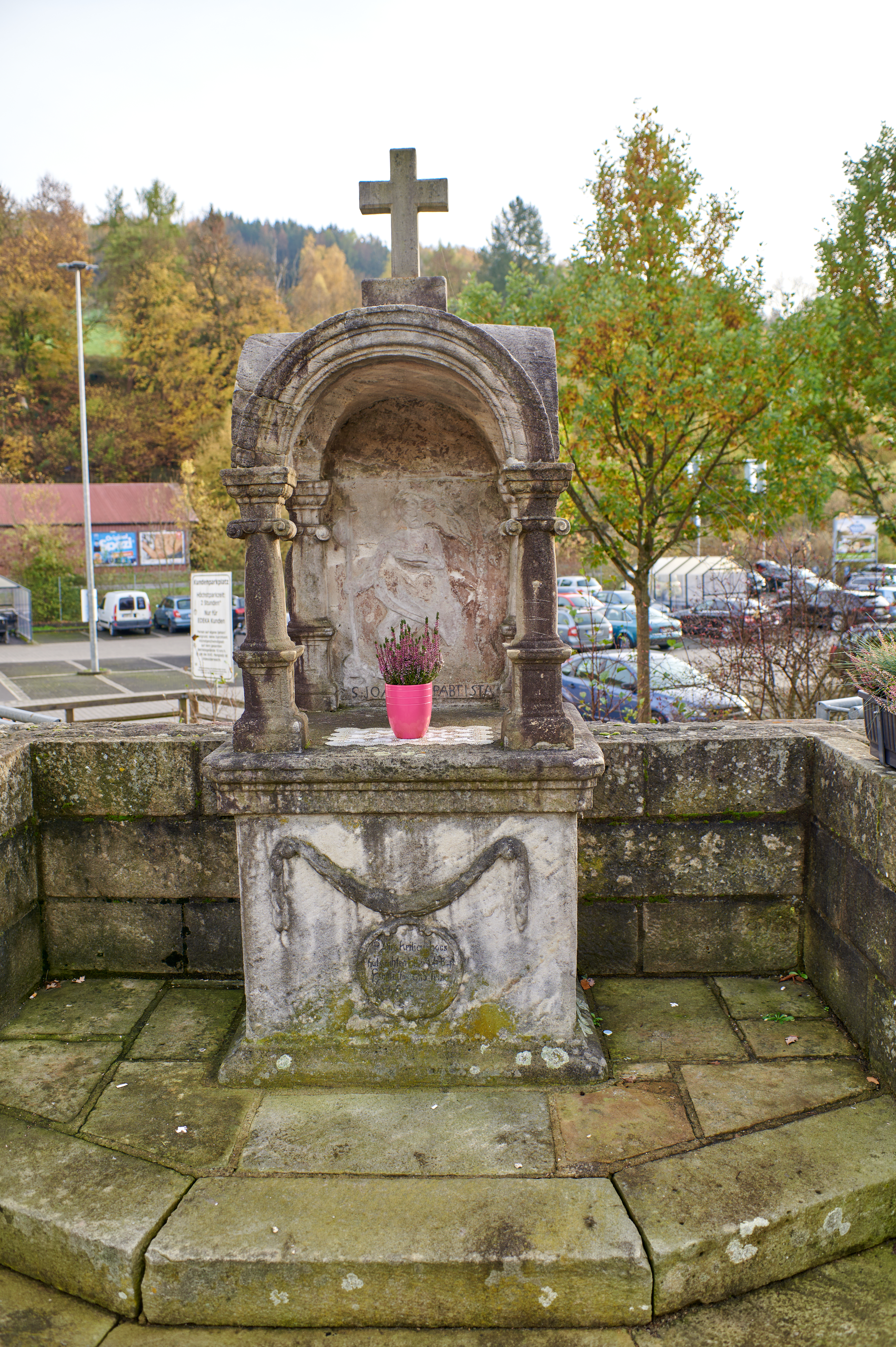
Prozessionsaltar in der Unterhainstraße in Bad Brückenau.

Der Prozessionsaltar in der Unterhainstraße befindet sich in Bad Brückenau, einer Stadt im unterfränkischen Landkreises Bad Kissingen.
Er gehört zu den Baudenkmälern in Bad Brückenau und ist unter der Nummer D-6-72-113-39 in der Bayerischen Denkmalliste registriert.

## Beschreibung
Der Prozessionsaltar entstand im Jahr 1820. Er besteht aus grauem Sandstein und steht auf einer ummauerten Sandsteinplattform. Eine Ädikula steht auf einem kastenförmigen Sockel mit stufig vorstehenden, simsartig abgesetzten Deckplatte.
Der Sockel ist 100 cm hoch und jeweils 85 cm breit und tief. Das Dach hat eine Höhe von 115 cm und eine Breite und Tiefe von jeweils 85 cm. Vorne befindet sich ein stark verwitterter Feston aus Lorbeerblättern über einer konturierten Kartusche mit der Sockelinschrift:

„Dies Heiligenhaus

hat erichten

lassen Joh. Bapt.

Hofstatter und seine

Ehefrau.

18 20.“

Leicht gebauchte Säulchen mit ionischen Kapitellchen tragen eine baldachinartige Kuppelbedachung, die aus mehrfach gekehlten Rundbögen gebildet ist. Auf der Rückwand der Ädikula befindet sich ein stark verwittertes Flachrelief von Johannes dem Täufer mit Lamm und Kreuz, darunter die Inschrift «S. JOANNES PABTISTA».
Im Jahr 1985 wurde der Prozessionsaltar restauriert.